# Villa Rosa
Villa Rosa is een plaats in het Argentijnse bestuurlijke gebied Pilar in de provincie Buenos Aires. De plaats telt 18.212 inwoners.